# Balloonfest '86
La Balloonfest '86 est une tentative de record du monde réalisée à la Public Square de Cleveland le 27 septembre 1986 et organisée par la United Way of America. L'événement est une opération publicitaire pour une collecte de fonds.
Près d'un million et demi de ballons sont lâchés, mais dérivent au-dessus de la ville et du lac Érié et atterrissent dans les environs, causant des problèmes de circulation et des gênes à un aéroport proche. L'événement interfère également avec une recherche des garde-côtes des États-Unis de deux plaisanciers qui sont plus tard retrouvés noyés.
En conséquence, les organisateurs et la ville sont confrontés à des procès atteignant des millions de dollars de dommages et intérêts, et les dépassements de coûts provoquent une perte nette à l'événement.

## Préparatifs

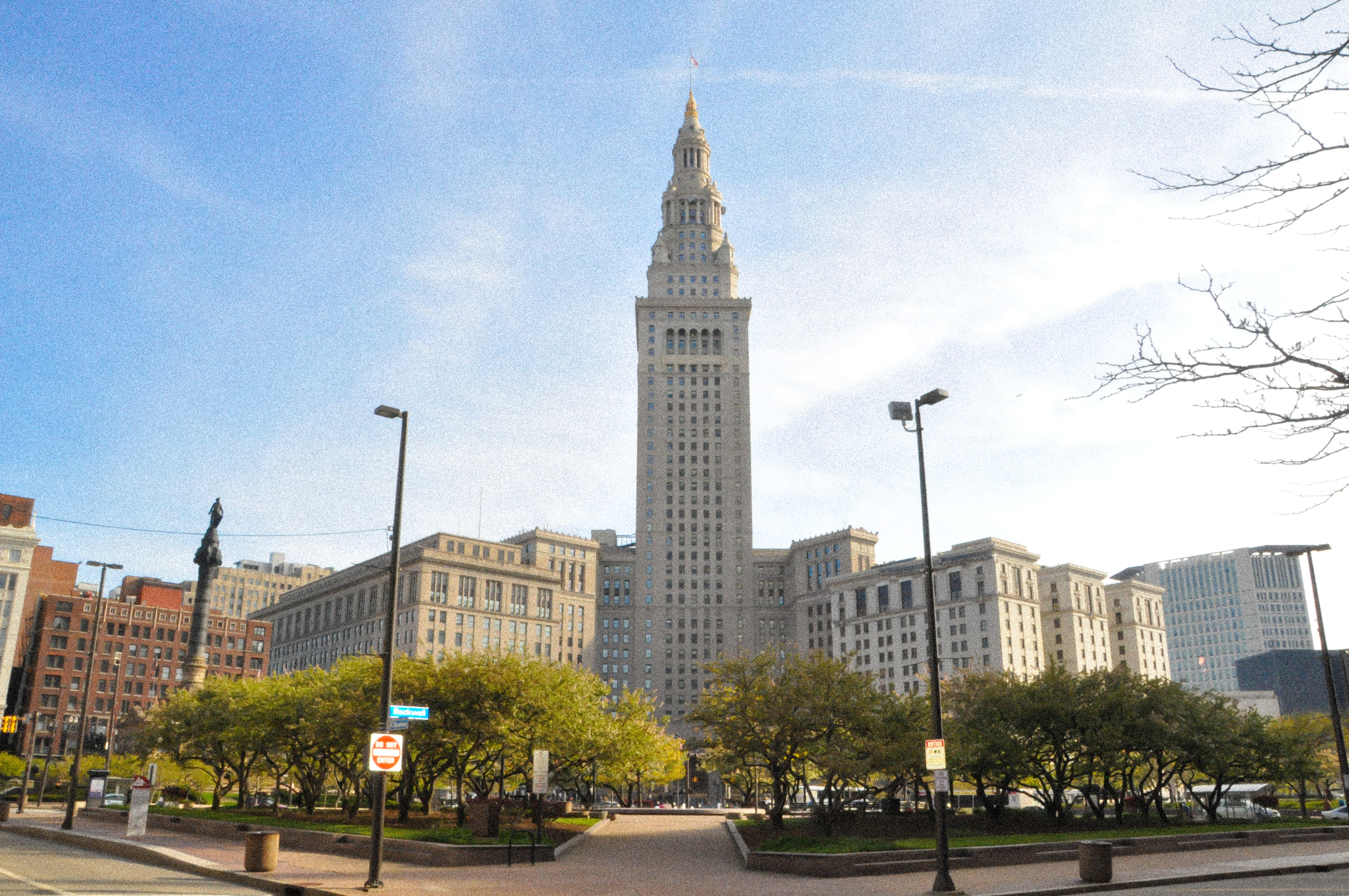
La Terminal Tower derrière Public Square

L'événement est organisé par Balloonart by Treb, une compagnie basée à Los Angeles et dirigée par Treb Heining, qui dévoue six mois à la préparation de l'évènement. Une structure rectangulaire de la taille d'un pâté de maisons mesurant 76m par 45m, d'une hauteur de trois étages  et couverte d'un filet est installée pour retenir les ballons au coin sud-est de Public Square,. Dans la structure, 2,500 étudiants et volontaires passent des heures à remplir les ballons d'hélium,,. United Way, qui a pour objectif de lâcher deux millions de ballons, est contrainte de s'arrêter à 1.4 million. Des enfants vendent des parrainages au bénéfice de United Ways au prix de 1 dollar pour deux ballons.